# Ричард Деламеин
Ричард Деламеин или Деламеин, познат као старији (пре 1629 – пре 1645), био је енглески математичар, познат по радовима на кружном клизном равну и сунчаним сатовима.

## Живот
Његово најраније објављено дело Grammelogia било је посвећено Чарлсу I. Нападнут је у Круговима пропорција Вилијама Оутреда (1631), на основу плагијата: Оутред је подучавао Деламаина и сматрао је да дело једноставно репродукује његове математичке инструменте без икаквог озбиљног разумевања теорије од које они зависе. Након тога, Деламеин је уживао краљевску наклоност и именовање краљевог учитеља математике и генерал-интенданта. Његова удовица га је тако описала, 1645. године, када је поднела петицију Дому лордова. Оставио је десеторо деце, од којих је једно носило његово име, које се условно поистовећује са математичарем Ричардом Деламеином млађим.
Чарлс I, непосредно пре своје смрти, послао је свом сину Џејмсу, војводи од Јорка, сребрни прстен-сунчани сат направљен по плану који је овде описао Деламеин.

## Радови
Написао је:
- Grammelogia or the Mathematicall Ring, extracted from the Logarythmes and projected Circular, 1631. The Greek title, meaning 'the speech of lines,' alludes to John Napier's Rabdologia.
- The Making, Description, and Use of a small portable Instrument called a Horizontall Quadrant, 1631.